# DJ 폴
폴 뒤안 보레가르 (Paul Duane Beauregard) (1977년 1월 12일생), 그의 스테이지 닉네임 DJ 폴 (DJ Paul)로 알려져 있는 그는 미국 테네시주 멤피스 출신의 DJ, 프로듀서, 래퍼이다. 그는 힙합 그룹 스리 6 마피아의 창립 멤버이자 사망한 래퍼 로드 인페이머스 (Lord Infamous)의 삼촌이다. 그는 파제 클랜 (FaZe Clan)의 일부 소유주이기도 하다.
폴은 1980년대 말에 DJ로 활동을 시작했고 다수의 솔로 테이프와 더불어 로드 인페이머스와 함께 세 개의 협업 음반을 발매했다. 주시 J가 그에게 소개되었고 세 사람은 그룹 스리 6 마피아를 설립하여 1990년대 후반과 2000년대 초반에 전국적인 성공을 거두었다. 그들의 2000년대 앨범인 When the Smoke Clears: Sixty 6, Sixty 1로 빌보드 200 차트에서 6위를 하고 플레티넘 인증을 받게 된다. 이후 2003년 다 언브레이커블 (Da Unbreakables)과 2005년 가장 잘 알려진 모스트 노운 언노운(Most Known Unknown)이 뒤를 이었다. 둘 다 상업적으로 대성공을 거두었다.2006년, DJ 폴, 주시 J, 크런치 블랙, 그리고 프레셔 보이 (Freaser Boy)는 영화 Hustle & Flow의 "It's Hard Here for a Pimp"로 아카데미 최우수 오리지널 곡상을 수상했다. 폴은 또한 세 장의 솔로 앨범을 발매했고, 두 편의 영화에 대한 사운드트랙을 만들었다. 그와 나머지 스리 6 마피아의 일원들은 크렁크 스타일의 음악의 창시자로 알려져 있다. 2018년, 그는 드레이크의 다섯 번째 스튜디오 음반인 스콜피온 (Scorpion)의 제이지 피처링 트랙 "Talk Up"을 공동 제작했다.
음악을 제외하고, DJ 폴은 영화 제작과 부동산 등 다양한 사업 벤처에 관여해 왔다. 그는 자신의 레코드 레이블 Scale-A-Ton Entertainment를 설립했고, 패션 웨어 라인인 Dangerus/Skandulus를 공동 소유하고 있으며, BBQ 조미료 컬렉션을 가지고 있으며, 합법적인 버전의 음료인 Sizurp의 대변인이다.

## 음악 경력

### 1988–1992: 커리어의 시작
1988년, 폴은 11살의 나이로 멤피스의 클럽 "380 Beale"에서 DJ로 경력을 시작했다. 처음에 그는 랩보다는 디제잉에 집중하고 싶었다. 1989년, 그는 그의 형제인 로드 인페이머스 (Lord Infamous)와 함께 듀오인 Serial Killaz를 결성했다.폴은 프로듀서로 일했고, 인페이머스가 랩을 할 비트를 만들었다. 두 사람은 장비가 없어 아버지가 준 돈으로 현지 DJ 저스트본(DJ Just Born)의 스튜디오를 빌려 쓰곤 했다. 폴은 어머니가 집에 없을 때 어머니의 레코드 플레이어로 음반을 재생하고 스크래치를 하곤 했다. 그들은 자신의 동네, 학교, 그리고 동네 상점에 자신의 믹스테이프를 발매했으며, 그들의 첫 번째 테이프인 "Portrait of a Serial Killa"는 1992년에 발매되었다. 다음 해, 이 듀오는 시리얼 킬라즈 테이프와 "Come with Me 2 Hell"의 두 부분을 발매했다.

"믹스테이프는 사람들이 좋아하는 노래의 혼합물에 불과했어요. 만약 당신의 삼촌이나 누군가가 좋아하는 오제이 (O'Jays)의 노래를 가져간다면, 그가 가장 좋아하는 노래들을 한 테이프에 모두 담아서 그들이 파티를 할 때 그들이 좋아하는 노래들을 모두 틀 수 있도록 할 거예요... 멤피스는 한 걸음 더 나아갔습니다.... 그게 저 DJ 폴, DJ 스퀴기(DJ Squeeky), 그리고 주시 J 입니다. 저희 믹스테이프에 저희 노래를 넣었어요. 오늘날 사람들이 하는 일을 88년에도 하고 있었네요.

DJ 폴은 결국 키보드, 턴테이블, 4트랙 레코더로 구성된 스튜디오 장비를 구입했다.그는 인기 있는 노래로 믹스테이프를 만들어 고등학교에서 팔기 시작했다. 이후 그는 소속 래퍼들의 노래를 테이프에 포함시켜 홍보하기 시작했다. 결국 그는 자신과 지역 아티스트들의 오리지널 곡으로만 구성된 믹스테이프를 만들기 시작했다. 폴은 그와 같은 멤피스 DJ인 DJ Spanish Fly, DJ Squeeky, 그리고 Juicy J가 다른 아티스트들의 음악을 편집하는 대신, 그들의 원곡을 포함함으로써 믹스테이프의 현대적 형식을 만들었다고 말했다.
DJ Paul은 또한 Volume 1에서 Volume 16으로 불리는 다수의 솔로 테이프를 발매했다. 그는 멤피스 남부에서 DJ와 프로듀서로서 두각을 나타냈고, 동료 프로듀서인 주시 J(Juicy J)를 소개받았으며, 그는 멤피스 북부에서도 화제를 모으고 있었다. 로드 인페이머스와 함께, 그들은 The Backyard Posse라는 그룹을 결성했다.DJ 폴과 주시 J는 곧 "어두운, 섬뜩한... 베이스 헤비 비트와 잊혀지지 않는 사운드에 의해 움직이는" 트랙을 제작하기 시작했다. 그들은 그들의 이름을 트리플 식스 마피아로 바꾸었으며,한 구절 뒤에 로드 인페이머스는 그들의 노래에서 그룹을 언급할 때 사용했다.

### 1993–2005: 스리 6 마피아와 데뷔 솔로 앨범
1994년, 트리플 식스 마피아는 쿱스타 니카와 함께 언더그라운드 앨범 "Smoke Out Located Out"을 발매했다. 이후 두 명의 멤버인 갱스타 부와 크런치 블랙을 인수하여 다시 스리 6 마피아로 이름을 바꾸었다. 1995년, 그들의 자체 제작 앨범인 Mystic Stylez 가 발표되었다. 앨범의 성공 이후, 스리 6 마피아는 릴레이티비티 레코드 (Relativity Records)와 메이저 레이블로 사인을 했다. 그들은 또한 그들만의 레이블 하이퍼노타이즈 마인드 (Hypnotize Minds) 에 사인을 했으며, 프로젝트 팻, MC Mack, La Chat, Frayser Boy 그리고 Lil Wyte와 같은 수많은 아티스트들과 작업했다. 디제이 폴과 주시 J는 스리식 마피아(Three 6 Mafia)의 음반뿐만 아니라 그들의 아티스트들의 음반 전체를 독점적으로 프로듀싱했다. 이 그룹은 2000년 앨범 When the Smoke Clears: Sixty 6, Sixty 1으로 상업적 성공을 거두었다. 이는 빌보드 200 차트에서 6위를 찍고 RIAA에서 플래티넘 인증을 받았다.
2002년, 그의 데뷔 솔로 스튜디오 앨범인 Underground Volume 16: For da Summa가 발매되었다. 1994년 그의 믹스테이프 Underground Volume 16: 4 Da Summa of '94에 처음 등장했던 대부분의 곡들은 리마스터링되었고, 일부 오래된 피처링 아티스트들은 프레이저 보이 (Frayser Boy)와 라챗 (La Chat)과 같은 하이퍼노타이즈 마인드 (Hypnotize Minds)의 새로운 곡들로 대체되었다. 앨범은 빌보드 200 차트에서 125위를 찍었다.
스리 6 마피아는 상업적으로 성공한 두 장의 앨범을 발매했다. 2003년 발매된 Da Unbreakables 와 2005년 발매된 Most Known Unknown이다. 각각 빌보드 200차트에서 5위를 찍었다. 그들은 또한 영화 Choices 와 후속작 Choices II: The Setup의 사운드트랙을 발매했다. 2006년까지 폴과 주시 J만이 이 그룹의 유일한 멤버가 되었다.

### 2006–2012: 아카데미상 수상,Scale-A-Ton그리고A Person of Interest

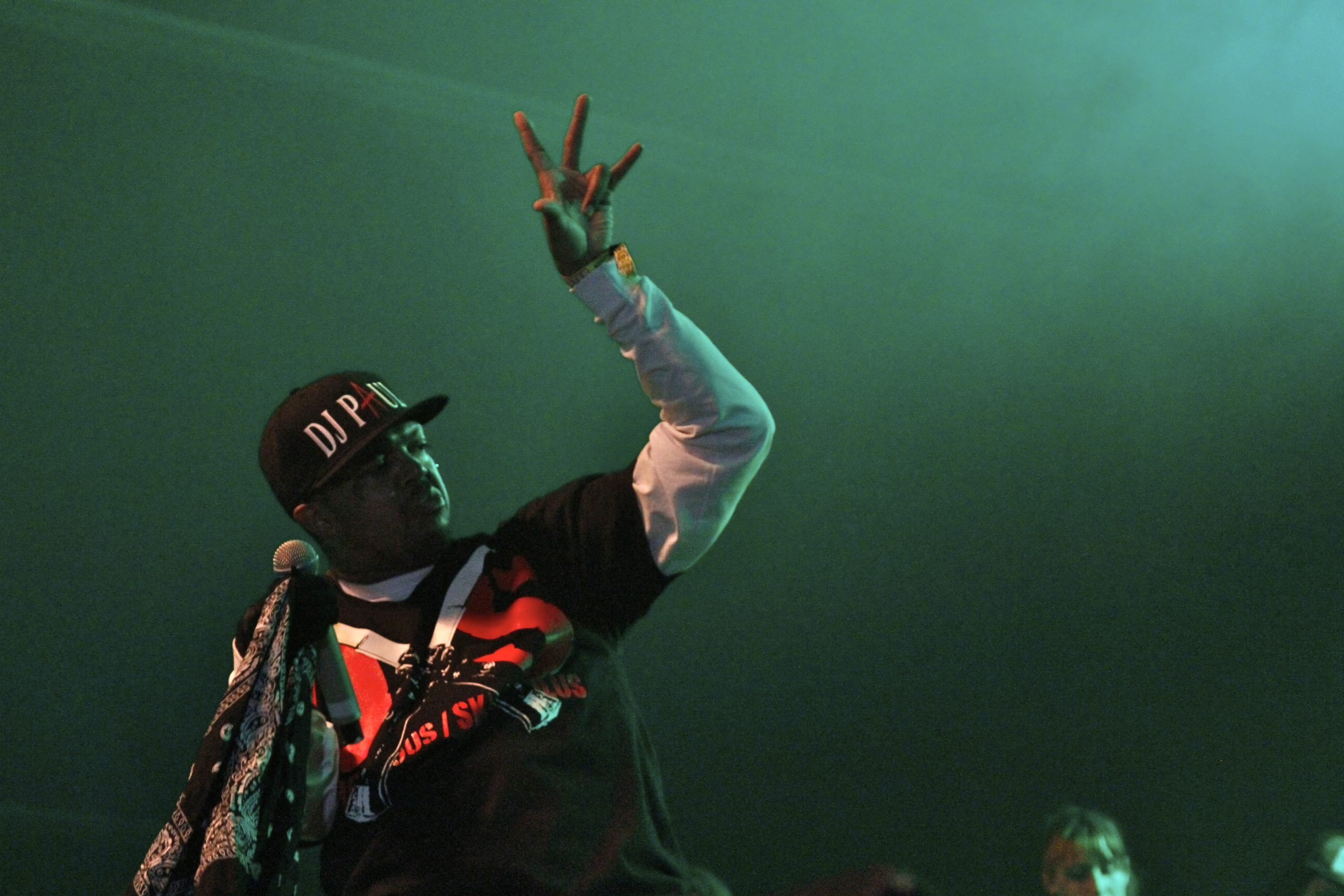
2007년 공연 모습

2006년, DJ 폴, 주시 J, 그리고 크런치 블랙은 아카데미상 최우수 오리지널 곡상을 수상하였다. "It's Hard out Here for a Pimp" 과 Hustle & Flow곡이다. HCP 멤버 프레이저 보이 (Frayser Boy)와 공동 작곡한 이 곡은 VH1의 "힙합 100대 노래"에서 80위에 올랐다.
그후 스리 6 마피아는 2008년 앨범 Last 2 Walk을 발매했으며, 이 그룹은 그들의 음악 스타일에 대해 그들의 레이블인 소니와 갈등을 겪었고, 이로 인해 DJ 폴과 주시 J는 다른 벤처와 솔로 경력을 추구하게 되었다.
2009년, 폴은 그의 첫 믹스테이프 The Weigh In 을 1990년대 초반 볼륨 시리즈에 발매했다.몇 달 후, 그는 폴이 새로 설립한 레이블인 Scale-A-Ton Entertainment로 발매한 두 번째 솔로 음반 Scale-A-Ton을 발매했다. 이 음반은 비평가들로부터 좋은 평가를 받았고, 올뮤직의 "앨범 픽"을 받았다.2010년, 폴은 디제이 스크림 (DJ Scream, 수어사이드보이즈의 스크림이 아님)과 DJ 후 키드 (DJ Who Kid)가 진행하는 두 번째 믹스테이프 Too Kill Again을 발매했다. 이 믹스테이프에는 라이언 하트 (Lion Heart), 터그 테라피 (Thug Therapy), 파티 (Partee), 기타 (Miscellaneous)와 같은 멤피스 아티스트들이 등장한다. 그리고 DJ 폴은 이 테이프가 그의 다가오는 앨범의 예고편이라고 말했는데, 이 앨범 역시 Too Kill Again이라는 제목으로 발매되지 않았다. 대신, 2011년, 폴은 래퍼 야 보이(Ya Boy)와 프로듀서 릴 로디 (Lil Lody)와 함께 "For Forgiveness"라고 불리는 새로운 콜라보레이션 믹스테이프를 만들었다. 몇 달 후, 폴은 아이튠즈에 보너스 곡이 포함된 노-DJ 버전을 발매했다.
2012년 폴은 실험적인 더블홉 EP. A Person of Interest. 를 작업하고 있다고 발표했다. 이후 10월 22일 발매된 정규 앨범으로 변경했다. A Person of Interest는 보너스 CD로 자작 단편 영화, 뮤직비디오, 비하인드 영상 등을 포함해서 만들어졌다. 폴은 앨범의 많은 곡들을 위한 비디오를 공개했다. "What I Look Like (W.I.L.L.)", "Wit Tha Shit", "Trap Back Jumpin", "E&J" 그리고 아임 닷 로우 (I'm Dat Raw)와 함께한 스노우 다 프로젝트 등이 있다. 폴은 "A Person of Interest"라는 곡을 가장 좋아하는 솔로 음반이라고 불렀고, 이 음반의 제작과 "날것의" 사운드를 좋아한다고 말했다.

### 2013–현재: S.I.M., Da Mafia 6ix, The Killjoy Club, Master of Evil 등
2013년 초, DJ Paul은 DJ로서 공연하는 데 집중했고, S.I.M. (Sex is Mandatory)이라고 불리는 DJ 듀오를 만들었다. 이 그룹은 저스트 블레이즈 (Just Blaze) & 바워 (Baauer)의 〈Higher〉와 같은 곡들에 대한 리믹스뿐만 아니라 다수의 라이브 세트를 만들었다.
2013년 말, 폴과 로드는 그들의 1993년 앨범 Come with Me 2 Hell의 속편을 만드는 것에 대해 논의하던 중, 후자가 3명의 마피아 팀 전체를 재결합시키려는 아이디어를 냈다. 디어소디는 크런치 블랙, 쿱스타 니카, 갱스타 부와 함께 컴백했고, 그들 다섯 명은 2014년에 앨범을 발매할 계획으로 "Da Mafia 6ix"로 재회했다. 2013년 11월 12일, 다 마피아 6ix는 첫 믹스테이프 6ix 계명 (6ix Commandments)을 출시했다. 이 테이프는 거의 모든 곡들이 DJ 폴에 의해 만들어졌으며, Yelawolf, 8Ball & MJG, Krayzie Bone, Bizzy Bone, SpaceGhostPurrp 그리고 HCP와 연관된 릴 웨이트 (Lil Wyte), 스키니 피프 (Skinny Pimp) 그리고 라 쳇 (La Chat)과 같은 사람들이 피쳐링진으로 참여했다. 주시 J와 프로젝트 팻은 또한 포스 (force)의 곡 "Body Parts"에 깜짝 게스트로 등장하여 트랙 리스트에서 "&more"로 인정받았다.
디제이 폴은 2013년 10월 23일 발매된 멤피스 프로듀서 드럼마 보이 (Drumma Boy)와 함께 클래시 오브 다 타이탄즈 (Clash of da Titans)라는 제목의 믹스테이프를 제작했다. 그리고 래퍼 옐라울프 (Yellawolf)와 함께 Black Fall 라고 불리는 앨범을 발표했으며, 2013년 10월 31일 할로윈 특집으로 출시되었다. 2013년 11월 26일, DJ 폴은 1994년 여름 믹스테이프 4의 리마스터 버전 (4 da Summer of '94.)인 Volume 16: The Original Masters를 발매했다. DJ 폴이 2015년 사이코패스 레코드에서 다음 솔로 앨범인 마스터 오브 이블 (Master of Evil)을 발매할 계획이라는 사실이 2014년 주갈로 (Juggalos) 모임에서 공개된 PSYR17 EP에서 밝혀졌다. 이후 8월 28일 호주 언더그라운드 힙합 팟캐스트 "The Underground Podcast"와 킬조이 클럽의 데뷔 음반 "Reindeer Games"의 아웃로 곡에서 직접 확인되었다.
DJ 폴은 2015년 3월 21일 텍사스 오스틴에서 사우스 바이 사우스웨스트 쇼케이스에서 공연할 것이라고 발표되었다.
2016년 8월 19일, DJ 폴은 옐라울프 (Yelawolf)의 슬러므리칸 레코즈 (Slumerican Records)에 가입했다고 발표했다. 슬루메리안과 계약할 때, Paul은 2개의 앨범 시리즈 YOTS: Year of the Six" parts 1 & 2를 발매했다.
2017년, 그는 그의 앨범의 후속작 "Underground, Volume 16: For da Summa" 존칭으로 "Underground, Volume 17: For da Summa" 로 불리는 앨범을 발표했다. 2018년 9월 2일, 폴은 트란실바니아의 드라큘라 성에서 녹음된 것으로 알려진 "드래큘라: 제18권" (Drackula: Vol. 18) 이라는 제목의 "Underground" 시리즈의 다음 권 작업을 시작했다고 발표했다. 이 프로젝트는 원래 2018년 중에 출시될 예정이었으나 이후 2019년으로 연기되었다.

## 개인사
디제이 폴과 쥬시 제이(Juicy J)는 2007년 MTV의 리얼리티 쇼인 "Adventures in Hollyhood"에서 주연을 맡았는데, 이 프로그램은 스리 6 마피아의 오스카 수상 이후 캘리포니아주 할리우드로의 행보를 보여주었다. 그는 또한 그들의 개인 비서인 컴퓨터와 빅 트라이스 (Big Triece), 그리고 하이퍼노타이즈 마인드 (Hypnotize Minds) 아티스트인 프로젝트 팻과 릴 와이트 (Lil Wyte)가 출연했다. 2007년 4월 5일부터 5월 23일까지 총 8화로 방영되었다.
2011년, DJ 폴은 7명의 다른 연예인들과 함께 VH1의 요리 프로그램 "Famous Food"에 출연했으며 1위를 차지했다. 인터뷰에서, 폴은 엘리엇 스피처 스캔들로 가장 잘 알려진 애슐리 듀프레 (Ashley Dupre)와 관련된 그 쇼의 논란을 정리했다.
2013년 인터뷰에서 폴은 자신이 참여하고 있는 다양한 비즈니스 벤처에서 해야 할 일의 양 때문에 하루에 세 시간씩 잠을 자고 있다고 말했다. 그는 자신의 하루 일정을 설명하며 낮에는 모든 회사들과 일하고 밤에는 음악을 녹음한다면서 "일을 안 하면 지는 것 같고 내 삶에 내가 줘야 할 것을 제대로 주지 않는 것 같다"고 말했다.
2013년 12월 20일, 그의 형제인 로드 인페이머스 (Lord Infamous)가 그의 어머니의 집인 테네시주 멤피스에서 심장마비로 사망했다.
폴은 더 이상 마즈다 발틱 (Majda Baltic)과 약혼하지 않았다. 그들은 플락시코 버레스 (Plaxico Burress)와 그의 아내와 함께 셀러브리티 와이프 스왑의 에피소드에 참여했다. 그들은 솔트레이크 시티 공항에서 만났다고 진술했다.

### 비즈니스 벤처 기업
2001년, 폴과 스리 6 마피아의 일원들은 비디오 영화 선택 (Choices )를 만들었으며, 후속작으로 2005년, a sequel Choices II: The Setup이 출시되었다. 2007년, DJ 폴과 주시 J는 "Dangerus / Skandulus"라는 제목의 그들만의 패션 웨어 라인을 시작했다. 이 옷은 공식 스리 6 마피아 복장으로 브랜드화되었으며 티셔츠, 모자, 액세서리, 스티커 등이 포함되어 있다.폴은 2009년 자신만의 레이블 Scale-A-Ton Entertainment을 설립했다. 그는 레이블로 마지막 두 장의 앨범을 발매했다.
2012년, DJ 폴은 BBQ 조미료 컬렉션인 "DJ 폴 BBQ"를 출시했다. 폴은 처음에 BBQ의 양념을 만들었고, 곧 스모크 아웃 BBQ 시즈닝 소스를 만들었다.2013년, 디제이 폴은 알코올 음료 시저프 (Sizzurp)의 새로운 법적 버전의 공식 대변인이 되었다. 2013년 현재 폴은 부동산 회사도 소유하고 있다.

### 법적 문제
파워 105.1 (Power 105.1)의 The Breakfast Club과의 인터뷰에서, 폴은 그가 수없이 경찰에 의해 체포되었다고 말했다. 그는 17살의 나이로 처음으로 감옥에 갔다.
2006년 펜실베이니아주 피츠버그에서 온 라몬 윌리엄스 (Ramone Williams)라는 남성이 DJ 폴과 다른 스리 6 마피아 멤버들을 상대로 소송을 제기했는데, 그가 스리 6 마피아 콘서트에서 다른 팬들이 노래 "Let's Start a Riot"의 가사를 따라 불렀을 때 그를 공격했으며 심한 구타를 당했다고 주장했다. 그 남자는 그가 의자로 맞고 발로 차고 발로 밟혔다고 주장했다. 스리 6 마피아는 약식판결 동의로 소송을 기각해달라고 요청했다. 2006년 10월, 양측은 소송을 해결했고 윌리엄스는 금전적 보상을 받았다.
2012년 6월 8일, DJ 폴과 주시 J 가 콘서트 출연을 하지 않은 것에 대해 소송이 제기되었다. 이 소송은 두 사람이 2011년 4월 플로리다 올랜도에서 열린 쇼에 출연하기로 예약되어 있었으나 끝내 나타나지 않았다고 주장했다. 그들은 또한 공연으로 받은 9,000달러의 선금을 돌려주지 않았다. 폴과 쥬시는 경제적 손실, 현금 지출, 수입과 수입의 손실을 위해 5만 달러를 지불해야 한다.
2012년 10월, 그의 세 번째 앨범이 발매되기 며칠 전에, 폴은 수색 중에 테이저 스턴 건이 발견되었을 때 뉴욕에서 체포되었다. 그는 경범죄로 기소되었고 곧 풀려났다.폴은 체포에 대해 논평했다: "저는 솔직히 그것이 불법인지 몰랐어요. 그것이 후추 스프레이와 같은 수준이라고 생각했네요." 폴은 유죄를 인정했고 21시간의 사회봉사를 선고받았다.

## 디스코그래피
스튜디오 앨범
- Underground Volume 16: For da Summa (2002)
- Scale-A-Ton (2009)
- A Person of Interest (2012)
- Volume 16: The Original Masters (2013)
- Master of Evil (2015)
- YOTS: Year of the Six Pt. 1 (2016)[45]
- YOTS: Year of the Six Pt. 2 (2016)[46]
- Underground Volume 17: For da Summa (2017)[47]
- Power, Pleasure & Painful Things (2019)
- Drackula: Volume 18 (TBA)[48]

## 필모그래피

### 필름
| 연도 | 제목               | 역할 | 노트                                                  |
| ---- | ------------------ | ---- | ----------------------------------------------------- |
| 2006 | Jackass Number Two | 솔로 | 게스트 출연 작가 사운드트랙                           |
| 2007 | Jackass 2.5        | 솔로 | 게스트 출연 작가 사운드트랙                           |
| 2022 | Jackass Forever    | 솔로 | 까메오 출연 옐라울프(Yelawolf)와 함께 하는 사운드트랙 |

### TV
| 연도      | 제목                           | 역할 | 노트                  |
| --------- | ------------------------------ | ---- | --------------------- |
| 2005      | Wildboyz                       | 솔로 | Episode 3.7           |
| 2006      | MTV Cribs                      | 솔로 | 1 episode             |
| 2006      | Punk'd                         | 솔로 | Episode 7.3           |
| 2006-2007 | WWE Monday Night Raw           | 솔로 | 2 episodes            |
| 2011      | The Tonight Show with Jay Leno | 솔로 | 1 episode             |
| 2014      | Loiter Squad                   | 솔로 | 1 episode             |
| 2014      | Celebrity Wife Swap            | 솔로 | Episode 3.13          |
| 2016      | The Night Time Show            | 솔로 | Episode 1.4           |
| 2017      | Ridiculousness                 | 솔로 | Episode 9.19          |
| 2020      | Yelawolf: A Slumerican Life    | 솔로 | TV series documentary |